# Antonia Costa
Antonia Costa fue una popular tonadillera y cupletista española de los primeros años del siglo XX.

## Carrera
Fue durante años una de las buenas atracciones de varieté. Se presentó en el Casino a comienzos de 1915, en los mismos días en que cumplía breve, brillante y postrera temporada su compatriota, la malograda bailarina Paz Calzado. En 1916 se presenta en el Teatro Esmeralda (hoy Teatro Maipo junto al dúo Carlos Gardel y José Razzano,  la bailarina española Elvira Pujol (Satanella), la tonadillera Delia Rodríguez y el zapateador norteamericano Tony Wine. En 1917 forma parte del espectáculo en honor de Manolita Rosales, quien se despedía de la ciudad. Junto a ella actuaron, entre otros, el dúo Gardel-Razzano y las tonadilleras Emilia Benito y Teresita Zazá, todos contratados por el empresario José Pepe Costa.
Fue ganadora de varios concursos, en septiembre de 1915 resultó ganadora de una medalla de oro y diploma de honor, entre las tonadilleras.
En 1938 se la vio interviniendo en algunos programas en Radio Cultura. También hizo varias presentaciones en Montevideo, Uruguay.